# Валентинівка (селище)
Валенти́нівка — селище Торецької міської громади Бахмутського району Донецької області, Україна. Населення становить 84 осіб. Відстань до Торецька становить близько 15 км і проходить автошляхом місцевого значення.
30 березня 2025 року , почались бої за село.
15 квітня 2025 року, ЗС РФ зайняли село.

## Населення
За даними перепису 2001 року населення селища становило 84 особи, із них 9,52% зазначили рідною мову українську, 90,48% — російську.